# Societat de la Justícia d'Amèrica
La Societat de la Justícia d'Amèrica, o JSA  (per les seues sigles en anglès), és un grup de superherois de DC Comics, el primer comic book d'un equip de superherois en la història. Concebut per l'editor Sheldon Mayer i l'escriptor Gardner Fox, la JSA va aparéixer primer en All Star Comics Núm. 3 (hivern de 1940).
Al contrari dels equips subsegüents "all-star", la SJA no es va limitar a herois oferts en els seus propis títols perquè el publicador va voler exposar els seus personatges menys coneguts. Per tant, Superman i Batman eren només membres honoraris i Flash (Jay Garrick) i Green Lantern (Alan Scott) van tenir una breu permanència en els primers episodis. No obstant això, un canvi en aquesta política l'any 1944 els va permetre tornar al grup. Altres membres populars eren l'Home Falcó, l'Espectre, Hourman, Dr. Destí i Atom.
L'equip va ser popular al llarg dels anys quaranta, durant l'anomenada Edat Daurada dels còmics, però després que els superherois van perdre popularitat, les seua col·lecció All Star Comics va canviar el títol pel de All-Star Western el 1951, cessant les aventures de l'equip. Durant l'Edat de plata, DC va reinventar diversos membres populars de la Societat de la Justícia i va reunir molts d'ells junts en la Lliga de la Justícia d'Amèrica. No obstant això, en compte de considerar la JSA reemplaçada, DC va revelar que l'equip va existir en "Terra-2" i la Lliga de la Justícia en "Terra-1". Açò va permetre l'anual, creuament dimensional l'equips dels equips, Durant el 1963 fins a 1985. També va permetre les noves sèries, com ara All-Star Squadron, Infinity Inc. i un nou All Star Comics, que va destacar la JSA, els seus fills i els seus hereus. Estes sèries van explorar els problemes d'envellir, la diferència generacional i contrastos entre l'Edat Daurada i les eres subsegüents.

## Després deCrisis on infinities earths
Un dels esforços de Roy Thomas per a resoldre les inconsistències creades per la Crisi era presentar alguns substituts per a Superman, Batman, i la Dona Meravella, en una continuació a All-Star Squadron titulat  The Young All-Stars.
Mentrestant, DC va decidir, segons sembla, que era hora de cancel·lar la JSA de la continuïtat activa. Un número el 1986 anomenat Els Últims Dies de la Societat de la Justícia involucra la JSA en una batalla contra les forces de mal on s'uneixen els Déus nòrdics repetint el Ragnarok (escrit per Thomas, amb el dibuix de David Ross i Mike Gustovich). Només Power Girl, Star-Spangled Kid, l'Espectre i Dr. Destí van escapar del cataclisme.
Thomas també va revisar l'origen de la JSA per a la continuïtat de la postcrisi en  Orígens Secrets Núm. 31.